# La maledizione di Komodo
La maledizione di Komodo (The Curse of the Komodo) è un film horror statunitense del 2004 diretto da Jim Wynorski, con Tim Abell, Melissa Brasselle, William Langlois e Gail Harris.

## Trama
Nathan Phipps è un ricercatore che vive con la figlia ed una assistente su un'isola dell'oceano Pacifico che esegue esperimenti genetici sui draghi di Komodo. Questi presentano un comportamento molto aggressivo, soprattutto di notte, che spinge il dottor Phipps (finanziato dalla marina statunitense) a costruire una speciale recinzione elettrica per difendersi dai loro attacchi, quando arriva casualmente sull'isola un gruppo di rapinatori in fuga dopo il loro ultimo colpo. Quando alcuni dei draghi cominciano ad uccidere le persone, tentano insieme di fuggire via dall'isola. Il gruppo viene però attaccato da un drago di Komodo gigantesco, e non può fare altro che sperare di raggiungere l'elicottero dei criminali per potersi salvare.

## Produzione
Il film fu prodotto da Royal Oaks Entertainment, diretto da Jim Wynorski (accreditato come Jay Andrews) e girato nel 2002 ad Arcadia e Los Angeles, in California e a Kaua'i, alle Hawaii.

## Distribuzione
Il film fu distribuito negli Stati Uniti nel 2004, due anni dopo il completamento delle riprese, da 20th Century Fox Home Entertainment e DEJ Productions per l'home video.
Alcune delle uscite internazionali sono state:
- in Giappone il 9 aprile 2004 (in DVD)
- negli Stati Uniti il 13 aprile 2004 (The Curse of the Komodo, in DVD)
- in Italia il 21 gennaio 2005 (La maledizione di Komodo, in prima TV)
- in Paesi Bassi il 17 maggio 2005 (in DVD)
- in Ungheria il 6 gennaio 2007 (Sárkánygyík, in prima TV)
- in Francia (L'île des komodos géants o Prédateurs mutants)
- in Spagna (Isla maldita)

## Promozione
La tagline è: "It's hungry." ("È affamato.")

## Critica
Secondo Rudy Salvagnini (Dizionario dei film horror) i difetti principali risiedono nella storia, che non ha molto senso, nel livello recitativo e nello scarso livello qualitativo degli effetti speciali. Il finale risulta "incredibilmente illogico".

## Sequel
La maledizione di Komodo ha avuto un seguito: Komodo vs. Cobra del 2005.